# Czechosłowacja na Zimowych Igrzyskach Olimpijskich 1988
Czechosłowację na Zimowych Igrzyskach Olimpijskich 1988 reprezentowało 60 zawodników, 50 mężczyzn i 10 kobiet.

## Zdobyte medale
| Medal  | Zawodnik                                            | Dyscyplina        | Konkurencja                     | Rezultat  |
| ------ | --------------------------------------------------- | ----------------- | ------------------------------- | --------- |
| Srebro | Pavel Ploc                                          | Skoki narciarskie | Indywidualnie skocznia normalna | 212,1 pkt |
| Brąz   | Radim Nyč Václav Korunka Pavel Benc Ladislav Švanda | Biegi narciarskie | Sztafeta 4 × 10 km              | 1:45:22,7 |
| Brąz   | Jiří Malec                                          | Skoki narciarskie | Indywidualnie skocznia normalna | 211,8     |

## Skład kadry

### Biathlon
Mężczyźni
| Zawodnik                                            | Konkurencja         | czas biegu | Kary | Łączny czas | Pozycja |
| --------------------------------------------------- | ------------------- | ---------- | ---- | ----------- | ------- |
| Jan Matouš                                          | Bieg na 20 km       | 56:35,3    | 3:00 | 59:35,3     | 14.     |
| Tomáš Kos                                           | Bieg na 20 km       | 58:02,7    | 3:00 | 1:01:02,7   | 22.     |
| Jiří Holubec                                        | Bieg na 20 km       | 57:08,3    | 5:00 | 1:02:08,3   | 32.     |
| František Chládek                                   | Bieg na 20 km       | 1:00:01,3  | 4:00 | 1:04:01,3   | 44.     |
| Jan Matouš                                          | Bieg na 10 km       | 26:33,3    | 1    | 26:33,3     | 16.     |
| Tomáš Kos                                           | Bieg na 10 km       | 27:13,5    | 1    | 27:13,5     | 24.     |
| Jiří Holubec                                        | Bieg na 10 km       | 27:29,8    | 3    | 27:29,8     | 28.     |
| Jaromír Šimůnek                                     | Bieg na 10 km       | 27:38,6    | 1    | 27:38,6     | 34.     |
| Jiří Holubec František Chládek Tomáš Kos Jan Matouš | Sztafeta 4 × 7,5 km | 1:30:48,8  | 3    | 1:30:48,8   | 11.     |

### Biegi narciarskie
Mężczyźni
| Zawodnik                                            | Konkurencja        | czas      | Pozycja |
| --------------------------------------------------- | ------------------ | --------- | ------- |
| Ladislav Švanda                                     | Bieg na 15 km      | 43:40,9   | 19.     |
| Václav Korunka                                      | Bieg na 15 km      | 44:47,6   | 28.     |
| Pavel Benc                                          | Bieg na 15 km      | 46:01,6   | 41.     |
| Martin Petrásek                                     | Bieg na 15 km      | 46:07,8   | 43.     |
| Ladislav Švanda                                     | Bieg na 30 km      | 1:28:55,1 | 17.     |
| Radim Nyč                                           | Bieg na 30 km      | 1:30:34,4 | 25.     |
| Petr Lisičan                                        | Bieg na 30 km      | 1:31:23,1 | 29.     |
| Martin Petrásek                                     | Bieg na 30 km      | 1:31:56,1 | 32.     |
| Ladislav Švanda                                     | Bieg na 50 km      | 2:09:08,1 | 15.     |
| Radim Nyč                                           | Bieg na 50 km      | 2:10:46,3 | 20.     |
| Petr Lisičan                                        | Bieg na 50 km      | 2:11:44,4 | 23.     |
| Pavel Benc                                          | Bieg na 50 km      | 2:12:08,4 | 27.     |
| Radim Nyč Václav Korunka Pavel Benc Ladislav Švanda | Sztafeta 4 × 10 km | 1:45:22,7 | brąz    |

Kobiety
| Zawodniczka                                                         | Konkurencja       | czas      | Pozycja |
| ------------------------------------------------------------------- | ----------------- | --------- | ------- |
| Viera Klimková                                                      | Bieg na 5 km      | 16:14,1   | 22.     |
| Alžbeta Havrančíková                                                | Bieg na 5 km      | 16:28,3   | 29.     |
| Ľubomíra Balážová                                                   | Bieg na 5 km      | 16:30,9   | 30.     |
| Ivana Rádlová                                                       | Bieg na 5 km      | 16:43,6   | 38.     |
| Ľubomíra Balážová                                                   | Bieg na 10 km     | 32:30,3   | 27.     |
| Alžbeta Havrančíková                                                | Bieg na 10 km     | 32:59,1   | 31.     |
| Viera Klimková                                                      | Bieg na 10 km     | 33:23,0   | 35.     |
| Alžbeta Havrančíková                                                | Bieg na 20 km     | 58:51,4   | 13.     |
| Viera Klimková                                                      | Bieg na 20 km     | 59:22,5   | 17.     |
| Ľubomíra Balážová                                                   | Bieg na 20 km     | 1:02:25,0 | 33.     |
| Ivana Rádlová                                                       | Bieg na 20 km     | 1:02:25,4 | 34.     |
| Ľubomíra Balážová Viera Klimková Ivana Rádlová Alžbeta Havrančíková | Sztafeta 4 × 5 km | 1:03:37,1 | 7.      |

### Hokej na lodzie
Reprezentacja mężczyzn
| - Jaroslav Benák - Mojmír Božík - Rudolf Suchánek - Miloslav Hořava - Bedřich Ščerban - Antonín Stavjaňa - Jiří Šejba - Jiří Doležal - Oto Haščák - Jiří Hrdina - Rostislav Vlach |  | - Jiří Lála - Igor Liba - Petr Vlk - Eduard Uvíra - David Volek - Dušan Pašek - Petr Rosol - Vladimír Růžička - Radim Raděvič - Dominik Hašek - Jaromír Šindel |

Reprezentacja Czechosłowacji brała udział w rozgrywkach grupy B turnieju olimpijskiego, w której zajęła 3. miejsce i awansowała do grupy finałowej. Ostatecznie reprezentacja Czechosłowacji zajęła 6. miejsce

#### Grupa B
| Drużyna           | M | Mecze | Mecze | Mecze | Bramki | Bramki | Bramki | Pkt |
| Drużyna           | M | W     | R     | P     | +      | –      | +/-    | Pkt |
| ----------------- | - | ----- | ----- | ----- | ------ | ------ | ------ | --- |
| ZSRR              | 5 | 5     | 0     | 0     | 32     | 10     | +22    | 10  |
| Niemcy            | 5 | 4     | 0     | 1     | 19     | 12     | +7     | 8   |
| Czechosłowacja    | 5 | 3     | 0     | 2     | 23     | 14     | +9     | 6   |
| Stany Zjednoczone | 5 | 2     | 0     | 3     | 27     | 27     | 0      | 4   |
| Austria           | 5 | 0     | 1     | 4     | 12     | 29     | -17    | 1   |
| Norwegia          | 5 | 0     | 1     | 4     | 11     | 32     | -21    | 1   |

Wyniki
| 13 lutego 1988 | Czechosłowacja | 1:2 | Niemcy |  |

|  |  | (1:0, 0:1, 0:1) |

| 15 lutego 1988 | Czechosłowacja | 7:5 | Stany Zjednoczone |  |

|  |  | (1:3, 2:1, 4:1) |

| 17 lutego 1988 | Czechosłowacja | 10:1 | Norwegia |  |

|  |  | (1:0, 5:0, 4:1) |

| 19 lutego 1988 | Czechosłowacja | 4:0 | Austria |  |

|  |  | (2:0, 1:0, 1:0) |

| 21 lutego 1988 | ZSRR | 6:1 | Czechosłowacja |  |

|  |  | (2:0, 3:0, 1:1) |

### Grupa finałowa
Do wyników zaliczono wyniki spotkań grupowych pomiędzy zespołami, które awansowały do fazy finałowej.
| Drużyna        | M | Mecze | Mecze | Mecze | Bramki | Bramki | Bramki | Pkt |
| Drużyna        | M | W     | R     | P     | +      | –      | +/-    | Pkt |
| -------------- | - | ----- | ----- | ----- | ------ | ------ | ------ | --- |
| ZSRR           | 5 | 4     | 0     | 1     | 25     | 7      | +18    | 8   |
| Finlandia      | 5 | 3     | 1     | 1     | 18     | 10     | +8     | 7   |
| Szwecja        | 5 | 2     | 2     | 1     | 15     | 16     | -1     | 6   |
| Kanada         | 5 | 2     | 1     | 2     | 17     | 14     | +3     | 5   |
| Niemcy         | 5 | 1     | 0     | 4     | 8      | 24     | -16    | 2   |
| Czechosłowacja | 5 | 1     | 0     | 4     | 12     | 22     | -10    | 2   |

Wyniki
| 24 lutego 1988 | Szwecja | 6:2 | Czechosłowacja |  |

|  |  | (0:1, 3:0, 3:1) |

| 26 lutego 1988 | Finlandia | 2:5 | Czechosłowacja |  |

|  |  | (0:1, 1:2, 1:2) |

| 27 lutego 1988 | Kanada | 6:3 | Czechosłowacja |  |

|  |  | (3:1, 1:2, 2:1) |

### Kombinacja norweska
Mężczyźni
| Zawodnik        | Konkurencja   | Skoki narciarskie | Skoki narciarskie | Skoki narciarskie | Skoki narciarskie | Skoki narciarskie | Skoki narciarskie | Skoki narciarskie | Skoki narciarskie | Bieg narciarski | Bieg narciarski | Strata | Pozycja |
| Zawodnik        | Konkurencja   | Skok 1            | Nota              | Skok 2            | Nota              | Skok 3            | Nota              | Punkty            | Pozycja           | Czas biegu      | Pozycja         | Strata | Pozycja |
| --------------- | ------------- | ----------------- | ----------------- | ----------------- | ----------------- | ----------------- | ----------------- | ----------------- | ----------------- | --------------- | --------------- | ------ | ------- |
| Miroslav Kopal  | Indywidualnie | 85,0              | 102,4             | 82,0              | 103,2             | 83,0              | 105,5             | 208,7             | 12.               | 38:48,0         | 8.              | 1:32,5 | 7.      |
| Ján Klimko      | Indywidualnie | 80,5              | 94,2              | 82,0              | 102,7             | 79,5              | 95,4              | 198,1             | 21.               | 40:43,6         | 26.             | 4:38,8 | 27.     |
| Ladislav Patráš | Indywidualnie | 78,5              | 88,0              | 81,0              | 100,6             | 80,0              | 96,2              | 196,8             | 21.               | 39:53,5         | 21.             | 3:57,4 | 21.     |
| František Repka | Indywidualnie | 73,0              | 77,2              | 76,0              | 90,1              | 78,0              | 94,0              | 184,1             | 34.               | 39:34,1         | 16.             | 5:02,6 | 30.     |

Drużynowo
| Zawodnik                                  | Skoki narciarskie | Skoki narciarskie | Skoki narciarskie | Skoki narciarskie | Skoki narciarskie | Skoki narciarskie | Skoki narciarskie | Skoki narciarskie | Bieg narciarski | Bieg narciarski | Strata | Miejsce |
| Zawodnik                                  | Skok 1            | Skok 1            | Skok 2            | Skok 2            | Skok 3            | Skok 3            | Nota Łącznie      | Pozycja           | Bieg narciarski | Bieg narciarski | Strata | Miejsce |
| Zawodnik                                  | Odległość         | Nota              | Odległość         | Nota              | Odległość         | Nota              | Nota Łącznie      | Pozycja           | Czas biegu      | Pozycja         | Strata | Miejsce |
| ----------------------------------------- | ----------------- | ----------------- | ----------------- | ----------------- | ----------------- | ----------------- | ----------------- | ----------------- | --------------- | --------------- | ------ | ------- |
| Ladislav Patráš Ján Klimko Miroslav Kopal | 79,5 83,0         | 91,3 95,9 98,4    | 76,0 79,0 82,0    | 81,5 85,3 94,6    | 88,5 82,0 82,5    | 115,0 96,1 98,4   | 573,5             | 4.                | 1:19:02,1       | 4.              | 2:57,1 | 6.      |

### Łyżwiarstwo figurowe
| Zawodnik                     | Konkurencja     | Nota                      | Pozycja                   |
| ---------------------------- | --------------- | ------------------------- | ------------------------- |
| Iveta Voralová               | Solistki        | 37,0                      | 20.                       |
| Petr Barna                   | Soliści         | 27,0                      | 13.                       |
| Lenka Knapová René Novotný   | Pary sportowe   | Nie ukończyli konkurencji | Nie ukończyli konkurencji |
| Viera Řeháková Ivan Havránek | Tańce na lodzie | 29,4                      | 15.                       |

### Łyżwiarstwo szybkie
Mężczyźni
| Zawodnik   | Konkurencja   | Konkurencja   | Konkurencja    | Konkurencja    | Konkurencja    | Konkurencja    | Konkurencja    | Konkurencja    | Konkurencja      | Konkurencja      |
| Zawodnik   | Bieg na 500 m | Bieg na 500 m | Bieg na 1000 m | Bieg na 1000 m | Bieg na 1500 m | Bieg na 1500 m | Bieg na 5000 m | Bieg na 5000 m | Bieg na 10 000 m | Bieg na 10 000 m |
| Zawodnik   | Czas          | Miejsce       | Czas           | Miejsce        | Czas           | Miejsce        | Czas           | Miejsce        | Czas             | Miejsce          |
| ---------- | ------------- | ------------- | -------------- | -------------- | -------------- | -------------- | -------------- | -------------- | ---------------- | ---------------- |
| Jiří Kyncl |               |               |                |                | 1:58,44        | 34.            | 6:59,82        | 25.            | 14:27,32         | 16.              |

### Narciarstwo alpejskie
Mężczyźni
| Zawodnik     | Konkurencja | Konkurencja | Konkurencja | Konkurencja | Konkurencja                 | Konkurencja                 | Konkurencja                 | Konkurencja                 | Konkurencja       | Konkurencja       | Konkurencja      | Konkurencja      | Konkurencja | Konkurencja | Konkurencja | Konkurencja |
| Zawodnik     | Zjazd       | Zjazd       | Supergigant | Supergigant | Slalom gigant               | Slalom gigant               | Slalom gigant               | Slalom gigant               | Slalom specjalny  | Slalom specjalny  | Slalom specjalny | Slalom specjalny | Kombinacja  | Kombinacja  | Kombinacja  | Kombinacja  |
| Zawodnik     | Czas        | Pozycja     | Czas        | Pozycja     | Czas 1. przejazdu           | Czas 2. przejazdu           | Czas łączny                 | Pozycje                     | Czas 1. przejazdu | Czas 2. przejazdu | Czas łączny      | Pozycja          | Zjazd       | Slalom      | Punkty      | Pozycja     |
| ------------ | ----------- | ----------- | ----------- | ----------- | --------------------------- | --------------------------- | --------------------------- | --------------------------- | ----------------- | ----------------- | ---------------- | ---------------- | ----------- | ----------- | ----------- | ----------- |
| Peter Jurko  | 2:05,32     | 29.         | 1:46,03     | 27.         | 1:09,21                     | 1:06,29                     | 2:15,50                     | 33.                         | 53,50             | 48,71             | 1:42,21          | 13.              | 1:50,29     | 1:27,61     | 58,56       | 5.          |
| Adrián Bíreš | 2:06,34     | 33.         | 1:45,33     | 23.         | Nie ukończył 1-go przejazdu | Nie ukończył 1-go przejazdu | Nie ukończył 1-go przejazdu | Nie ukończył 1-go przejazdu | 54,88             | 50,25             | 1:45,13          | 15.              | 1:50,24     | 1:28,94     | 68,50       | 8.          |

Kobiety
| Zawodniczka        | Konkurencja | Konkurencja | Konkurencja | Konkurencja | Konkurencja                  | Konkurencja                  | Konkurencja                  | Konkurencja                  | Konkurencja       | Konkurencja                  | Konkurencja                  | Konkurencja                  | Konkurencja                    | Konkurencja                    | Konkurencja                    | Konkurencja                    |
| Zawodniczka        | Zjazd       | Zjazd       | Supergigant | Supergigant | Slalom gigant                | Slalom gigant                | Slalom gigant                | Slalom gigant                | Slalom specjalny  | Slalom specjalny             | Slalom specjalny             | Slalom specjalny             | Kombinacja                     | Kombinacja                     | Kombinacja                     | Kombinacja                     |
| Zawodniczka        | Czas        | Pozycja     | Czas        | Pozycja     | Czas 1. przejazdu            | Czas 2. przejazdu            | Czas łączny                  | Pozycja                      | Czas 1. przejazdu | Czas 2. przejazdu            | Czas łączny                  | Pozycja                      | Zjazd                          | Slalom                         | Punkty                         | Pozycja                        |
| ------------------ | ----------- | ----------- | ----------- | ----------- | ---------------------------- | ---------------------------- | ---------------------------- | ---------------------------- | ----------------- | ---------------------------- | ---------------------------- | ---------------------------- | ------------------------------ | ------------------------------ | ------------------------------ | ------------------------------ |
| Lucia Medzihradská | 1:27,29     | 10.         |             |             | 1:03,79                      | 1:10,64                      | 2:14,43                      | 20.                          | 51,08             | 51,10                        | 1:42,18                      | 13.                          | 1:18,62                        | 1:24,35                        | 63,56                          | 6.                             |
| Ľudmila Milanová   | 1:30,42     | 24.         | 1:23,92     | 29.         | Nie ukończyła 1-go przejazdu | Nie ukończyła 1-go przejazdu | Nie ukończyła 1-go przejazdu | Nie ukończyła 1-go przejazdu | 53,93             | Nie ukończyła 2-go przejazdu | Nie ukończyła 2-go przejazdu | Nie ukończyła 2-go przejazdu | nie ukończyła biegu zjazdowego | nie ukończyła biegu zjazdowego | nie ukończyła biegu zjazdowego | nie ukończyła biegu zjazdowego |
| Lenka Kebrlová     |             |             |             |             | 1:04,09                      | 1:11,08                      | 2:15,17                      | 23.                          | 51,01             | 51,11                        | 1:42,12                      | 12.                          | 1:18,43                        | 1:24,38                        | 60,87                          | 5.                             |

### Saneczkarstwo
Mężczyźni
| Zawodnik              | Konkurencja | Ślizg 1 | Ślizg 2 | Ślizg 3 | Ślizg 4 | Łącznie  | Pozycja |
| --------------------- | ----------- | ------- | ------- | ------- | ------- | -------- | ------- |
| Petr Urban            | Jedynki     | 46,917  | 47,215  | 47,133  | 47,359  | 3:08,624 | 16.     |
| Luboš Jíra            | Jedynki     | 47,647  | 47,569  | 47,819  | 47,822  | 3:10,857 | 21.     |
| Petr Urban Luboš Jíra | Dwójki      | 46,388  | 47:233  |         |         | 1:33,621 | 13.     |

### Skoki narciarskie
Mężczyźni
| Konkurencja            | Skoczek                                          | Skok 1                  | Skok 1               | Skok 2                 | Skok 2               | Nota  | Pozycja |
| Konkurencja            | Skoczek                                          | odległość               | Nota                 | odległość              | Nota                 | Nota  | Pozycja |
| ---------------------- | ------------------------------------------------ | ----------------------- | -------------------- | ---------------------- | -------------------- | ----- | ------- |
| Skocznia normalna K-90 | Pavel Ploc                                       | 84,5                    | 105,3                | 87,0                   | 106,8                | 212,1 | srebro  |
| Skocznia normalna K-90 | Jiří Malec                                       | 88,0                    | 106,9                | 85,5                   | 104,9                | 211,8 | brąz    |
| Skocznia normalna K-90 | Jiří Parma                                       | 83,5                    | 102,2                | 82,5                   | 101,6                | 203,8 | 5.      |
| Skocznia normalna K-90 | Ladislav Dluhoš                                  | 85,0                    | 103,6                | 78,0                   | 87,4                 | 191,0 | 14.     |
| Skocznia duża K-112    | Pavel Ploc                                       | 114,5                   | 112,7                | 102,5                  | 91,4                 | 204,1 | 5.      |
| Skocznia duża K-112    | Ladislav Dluhoš                                  | 107,0                   | 99,2                 | 101,0                  | 90,3                 | 189,5 | 14.     |
| Skocznia duża K-112    | Jiří Malec                                       | 109,5                   | 101,0                | 97,0                   | 80,2                 | 181,2 | 24.     |
| Skocznia duża K-112    | Jiří Parma                                       | 99,5                    | 89,2                 | 98,0                   | 86,1                 | 175,3 | 29.     |
| Konkurs drużynowy      | Ladislav Dluhoš Jiří Malec Pavel Ploc Jiří Parma | 100,5 109,5 106,0 103,0 | 87,1 103,7 97,3 95,1 | 96,0 102,0 111,0 102,0 | 78,3 89,7 106,8 94,2 | 586,8 | 4.      |